# 纽约市警察局
纽约市警察局（亦称纽约警察局）成立于1845年，是目前美国最大的警察局，负责纽约市5个区的警力部署及案件调查。它也是美国历史最悠久的警察局。其格言是“至死忠诚”。现任警察局長（Police Commissioner）為愛德華·卡班，局总警监（Chief of Department）为傑佛瑞·馬德瑞。
总部位于警察廣場1號的纽约市警察局现有正式警官38,422人（2018年），协警人员4,500人（2008年），校園警察5,000人（2008年），另有警察车輛8,839辆，警察船只11艘，警用直升机8架，警马120匹。

## 综述

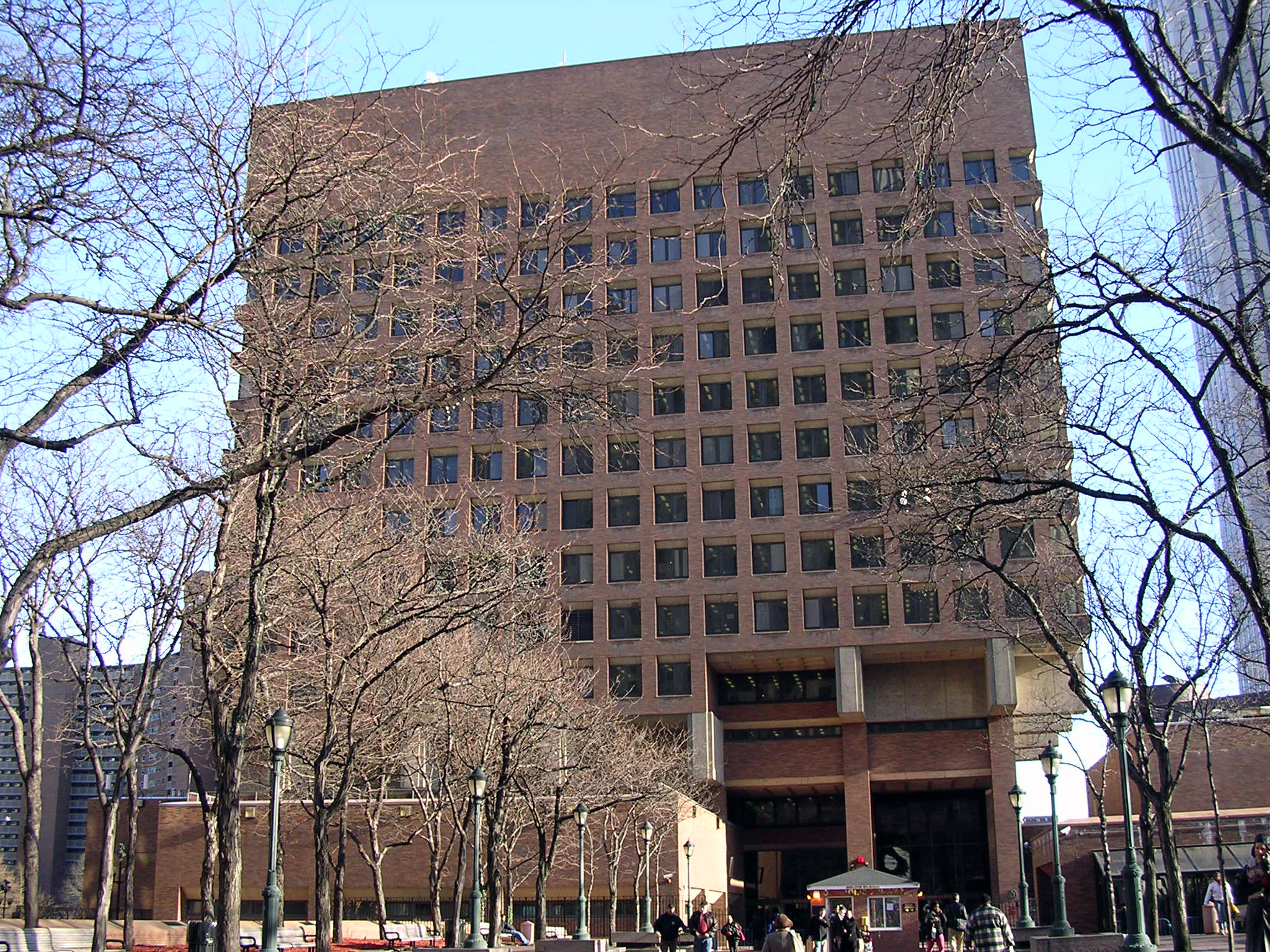
位於曼哈頓下城的警察廣場1號是紐約市警察局的總部所在地

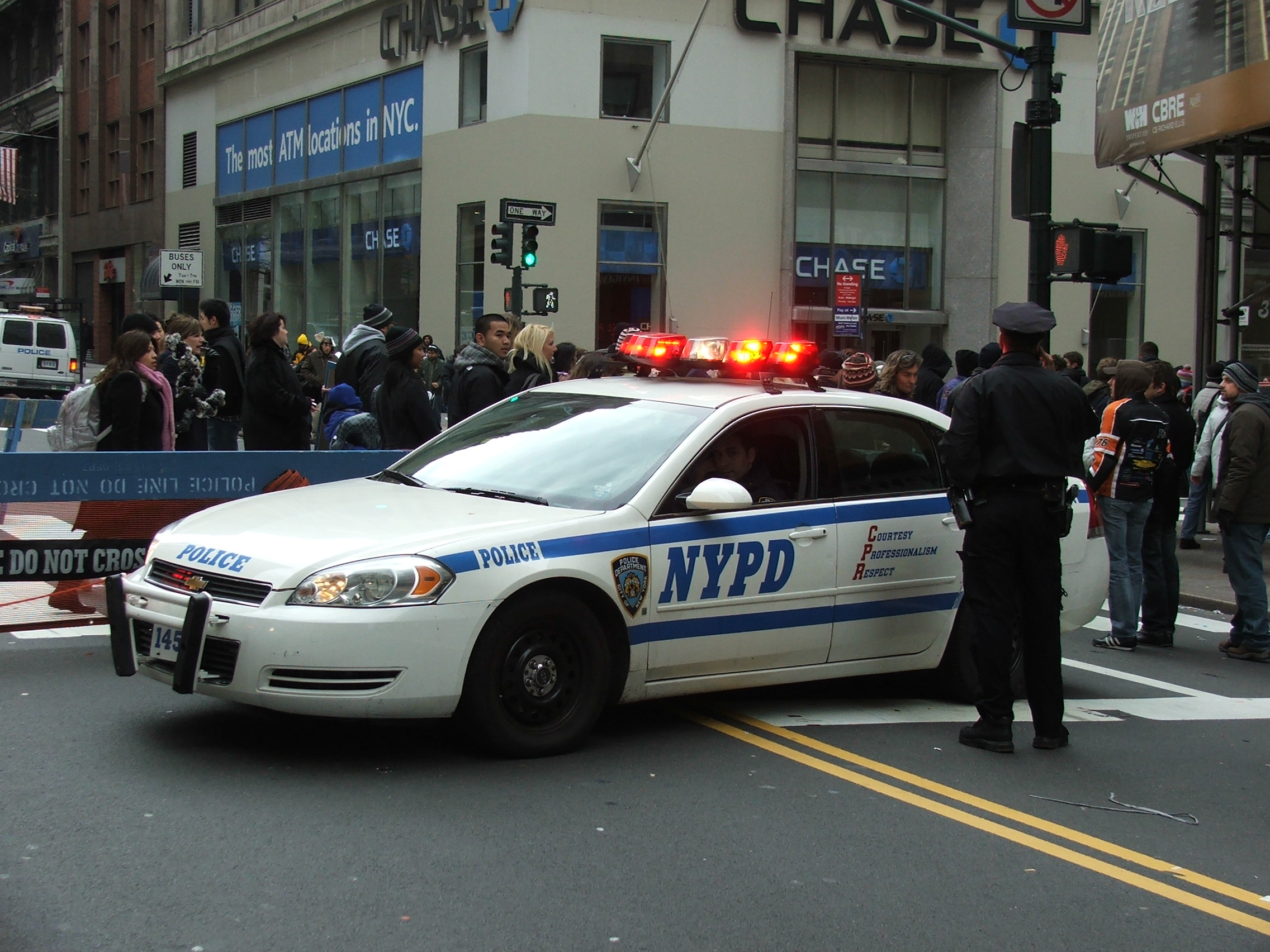
纽约市警察局警车

纽约市警察局下辖多个特殊职能部门，包括战术行动小队、警犬培训、港口巡逻、空中支援、拆弹小组、反恐、罪犯情报、打黑、缉毒、公共交通以及房屋管理。纽约市警察局拥有丰富的犯罪现场调查及实验室分析资源，另外还有专门协助打击电脑犯罪的小组。其总部设於警察廣場1號，这里拥有打击犯罪的计算机網路。 根据警察局方面的说法，其任务是要“执法、维和、减少恐慌，并提供一个安全的环境”（enforce the laws, preserve the peace, reduce fear, and provide for a safe environment）。
紐約市運輸警察和纽约市警察局房屋局于1995年并入纽约市警察局；从警校毕业的警官会經随机指派至交警或房屋管理部门工作。纽约市警察局的成员经常昵称为“纽约最优秀的人” （New York's Finest）。纽约市警察局总部设於曼哈顿柏路上，正對纽约市政厅。
警局的规模时常变动，主要是取决于犯罪率、政策以及可用的预算。但总体的趋势是正式警官人数在不断减少。2004年6月时，共有4万正式警官以及数千支援力量；到了2005年6月，正式警官人数已经下降到了3.5万。2007年11月，由于警察学校数个班的毕业生加入，情况稍有起色，人数增加到了3.6万人。目前官方的正式警员数为37,838人。
另外还有约4,500位以上的辅警人员以及5,000位校園警察，2,300位交通执法人员與370位交通执法监督员。

## 历史

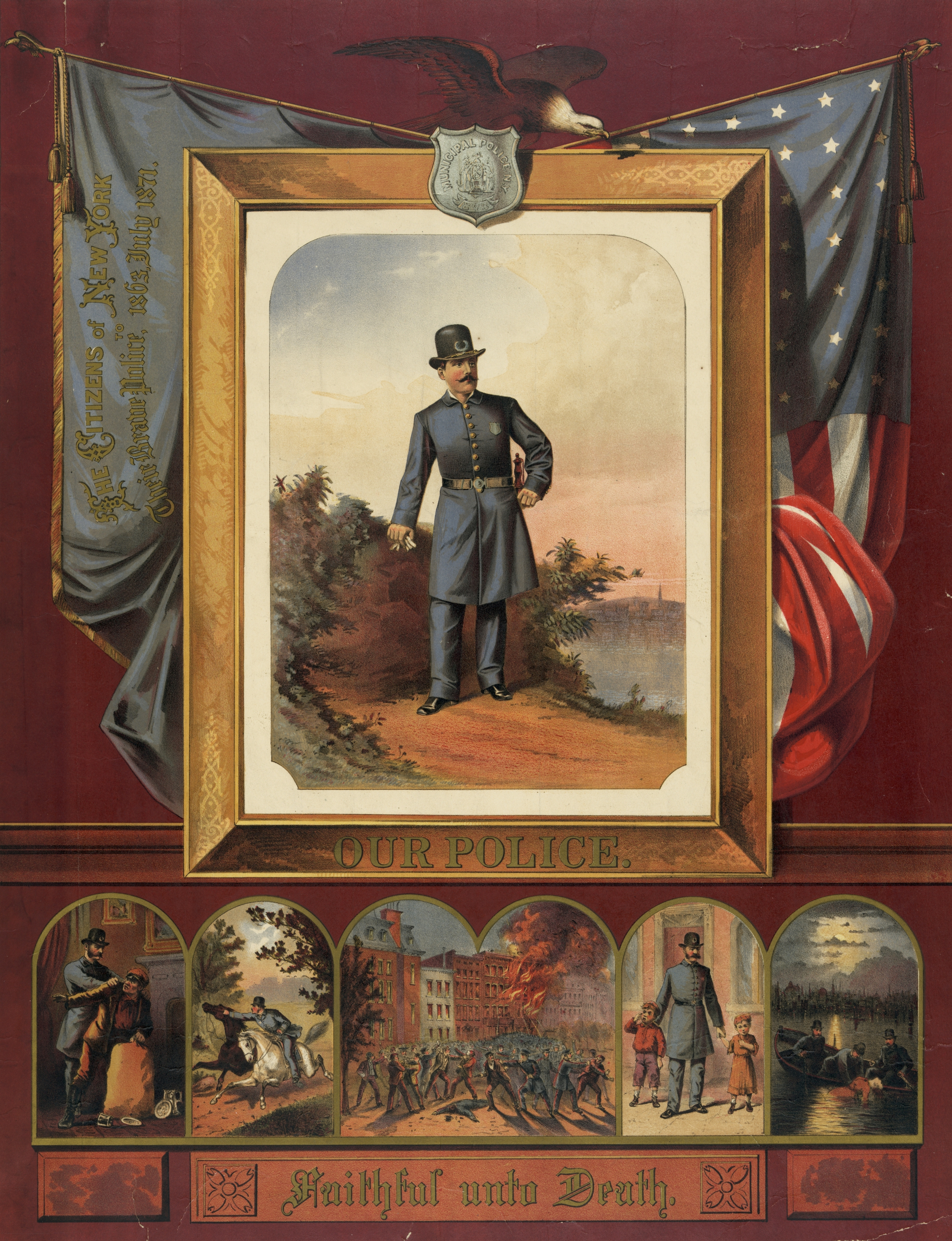
1873年的一副献给纽约市立警察局的绘画：“我们的警察。至死忠诚。”

纽约市警察局成立于1845年。当时纽约市的人口为32万，但维安机构已经陈旧不堪，包括一名守夜人、100名小队长、31名治安官以及51名市立警官。皮特·库珀在市议会的要求下，提议建立一个包括1200名警官的警察系统。约翰·沃茨·德佩斯特是将军队的纪律与组织引入警察部门的最初倡导者之一。州立法机关通过了该提议，授权于1844年5月7日建立警察机构，并废除旧制。 在警长威廉·海威梅尔的领导下，纽约市立警察局于1845年5月13日重组，全市划分为3个区域，相应的法院、文官、职员、警察分局也随之建立起来。纽约市警察局紧随英國伦敦警察厅建立起来，而后者也采用了类似军队的组织形式，设立了警衔和勋章。
1857年，新的都会区警察局成立，市立警察局废除。都会区警察局主要负责纽约、布鲁克林、史泰登岛以及威斯特徹斯特郡（当时包括布朗克斯），由州长任命的警长委员会（board of commissioners）管理。警长费尔南多·伍德（Fernando Wood）领导的市立警察局不愿就此废除，又持续运作了数月。
之后纽约市警察局涉入多次暴乱当中，也多次有腐败丑闻曝光。
到了1895年，纽约市警察局在警长西奥多·罗斯福的率领下，开始向专业化发展。警局开始强调训练的重要性，并利用指纹等技术协助调查。

## 裝備
正規警員

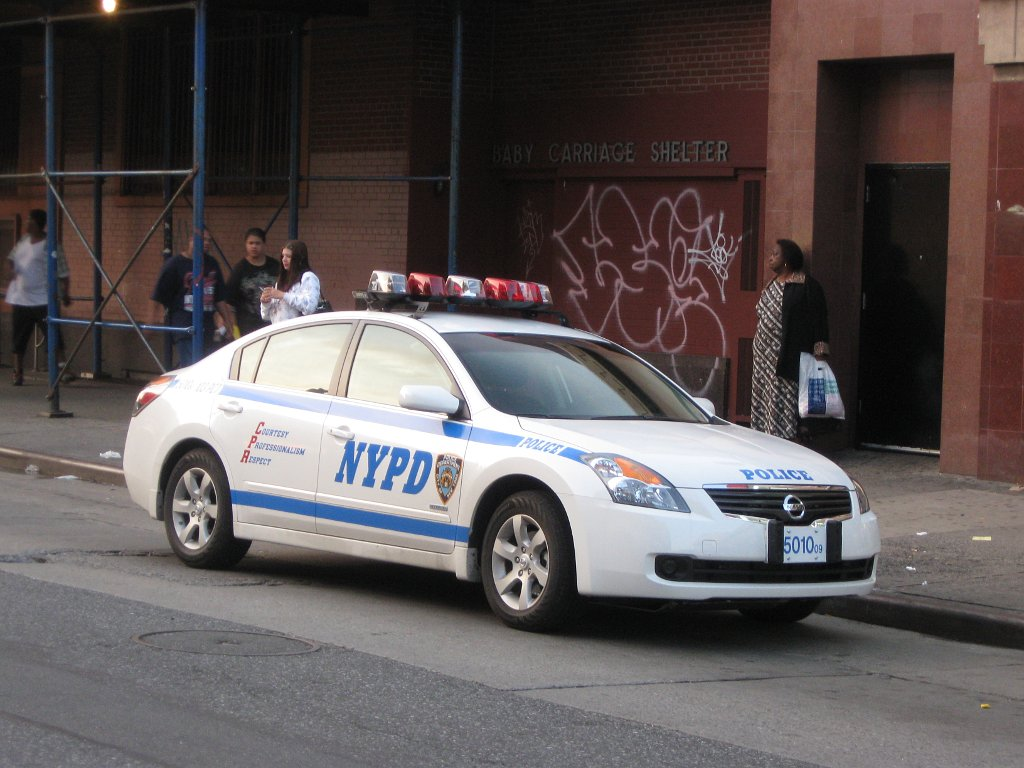
纽约警局警车：日产Altima混合动力车

纽约市警局有三款以9公厘魯格為口徑的制式手槍供警員選擇及佩帶。它們的型號為SIG P226 DAO，格洛克19及史密斯威森軍警型半自動手槍。這些手槍同樣經過纽约市警察局改裝，使其擁有12磅扣力的扳機。此外受過訓練的隊員亦可以攜帶AR-15半自動步槍及史密斯威森軍警型M&P15 。除了執勤時的佩槍外，警員在休班的時侯可以配備格洛克26、SIG P239、史密斯威森M39手槍系列及史密斯威森M640左輪手槍。
緊急勤務隊的武器包括：M4A1卡賓槍與HK MP5衝鋒槍跟LWRC M6A2突擊步槍。
輔助警員
與正規警員不同，紐約市輔警即使擁有獨立攜帶槍械的許可，也不允許使用和佩帶槍械，但他們會配備直型的木製警棍。雖然如此，在紐約州的其他司法管轄區，一些警察部門是允許其輔警人員攜帶槍械的。

## 薪金问题

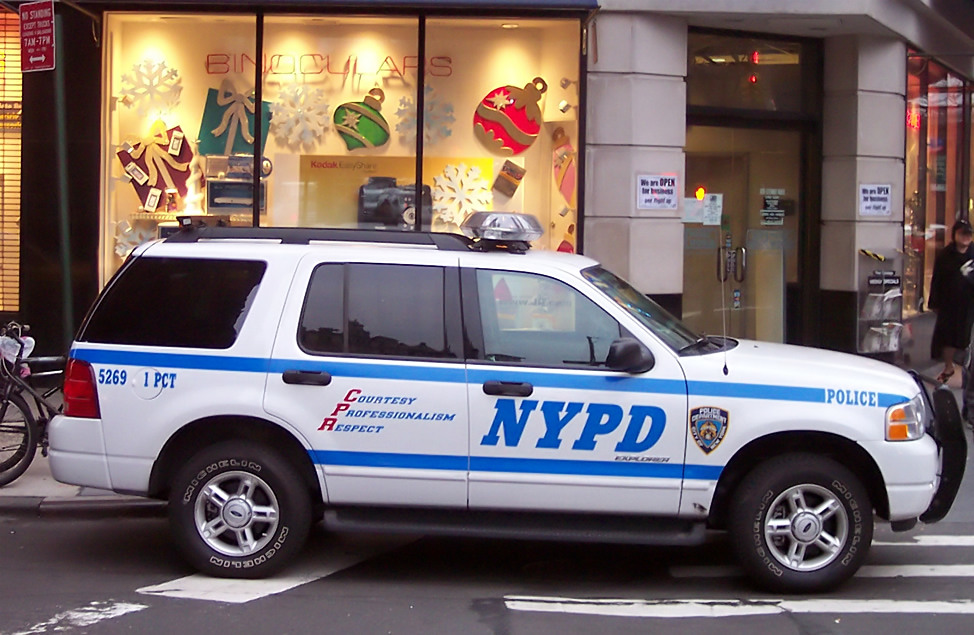
纽约警局警车：福特探索者SUV

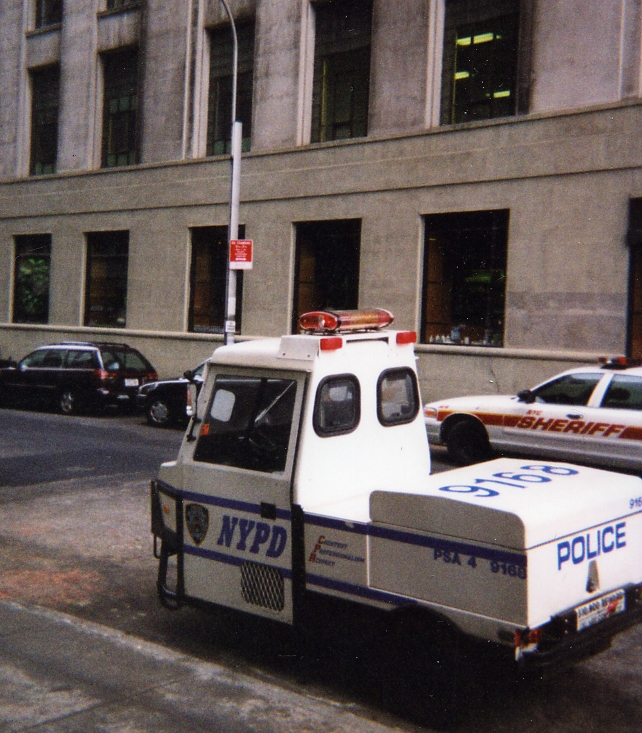
纽约警局住房管理处的Cushman Scooter，背景中为警长办公室的车辆

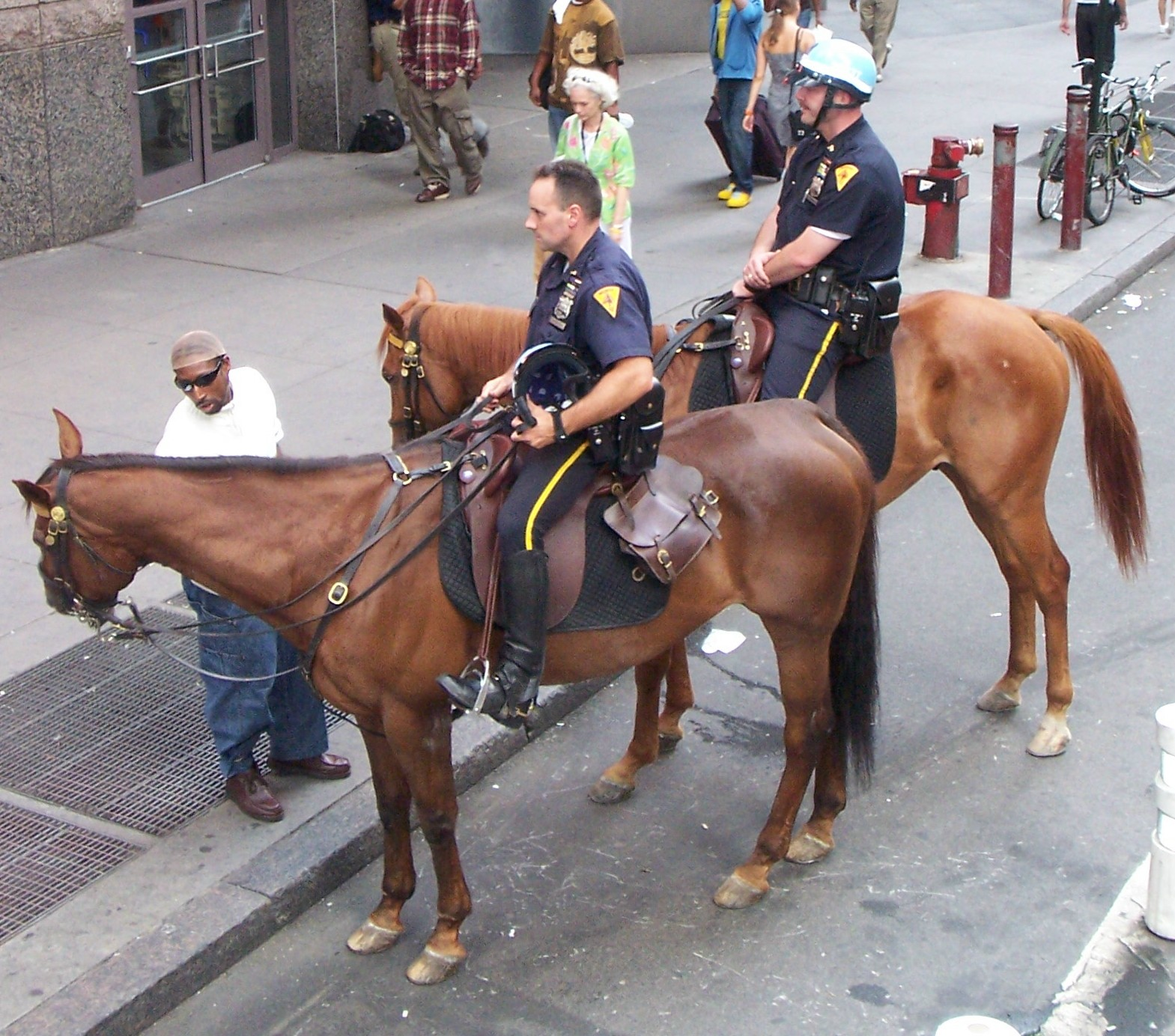
纽约警局骑警

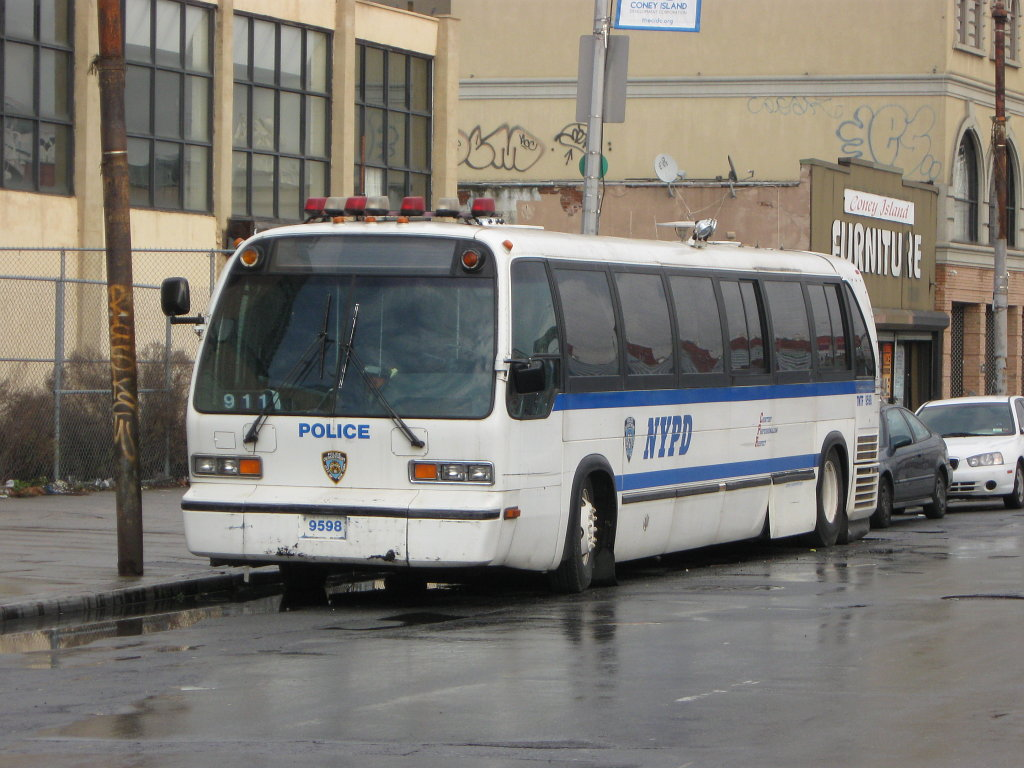
纽约警局指挥车

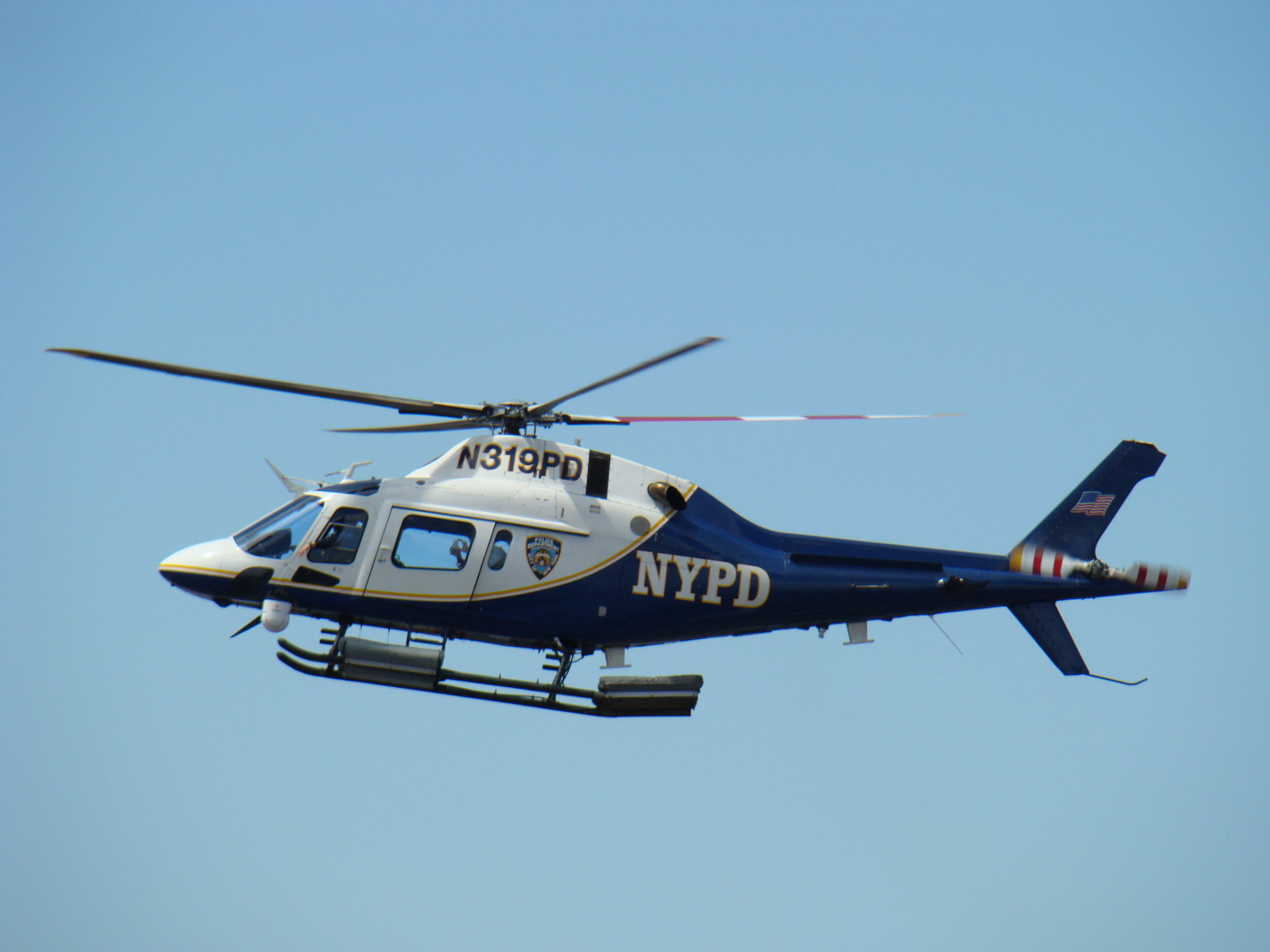
纽约警察局使用的Agusta A 119 Koala直升机

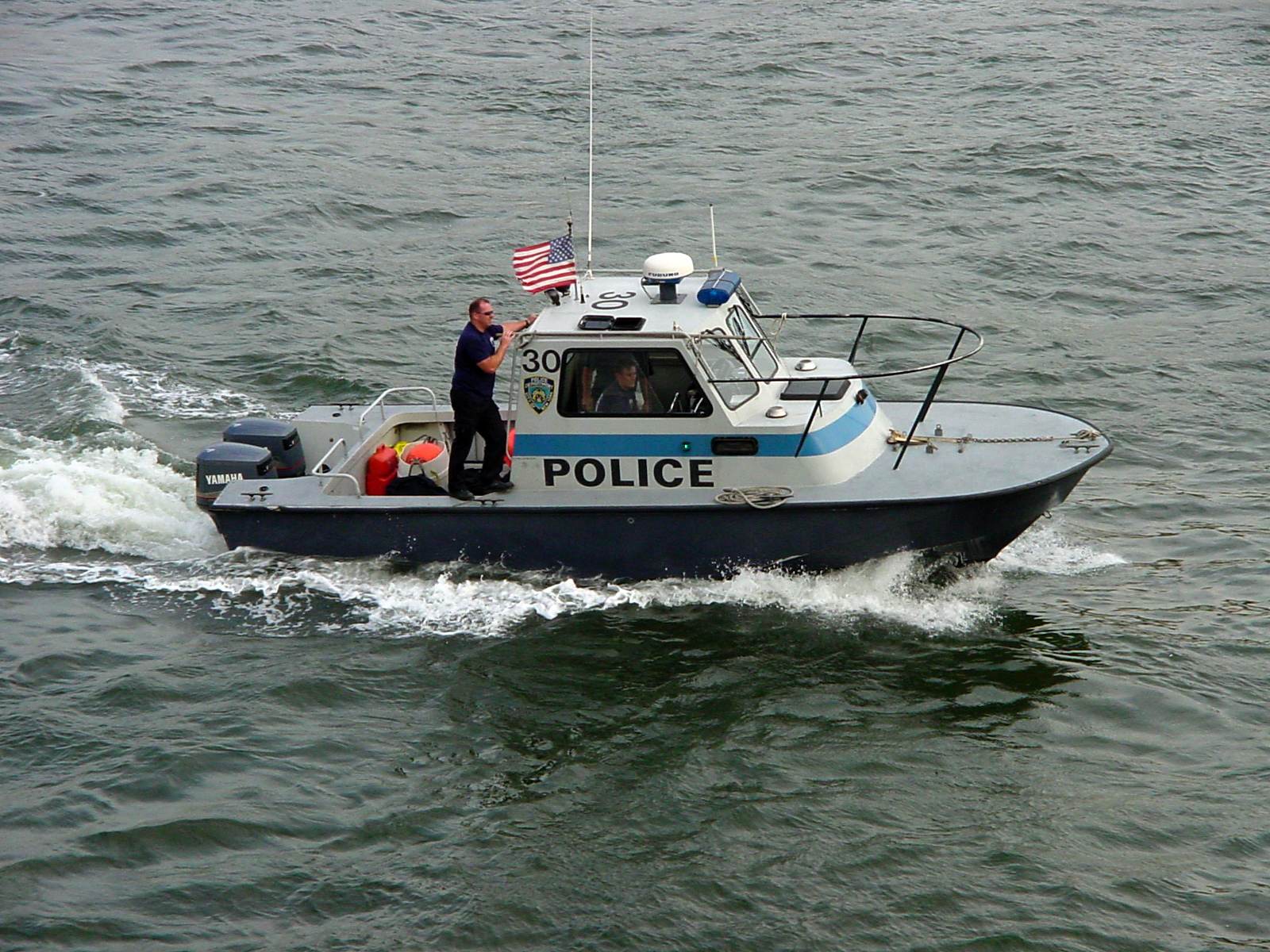
纽约市警察局的警用船舶

新进警官的薪金不断下降，已经低至一年25,100美元。在数年激烈争吵过后，纽约市巡警慈善协会于2008年8月21日达成四年的新协议。
该协议从2006年8月1日到2010年7月31日有效，决定在这四年中给警官17%的加薪，起薪则由$35,881提高到$41,975，最高薪金从一年$65,382上涨到约 $76,000。再加上工龄津贴、节假日补助、夜班奖金和其他福利，警官能拿到的最高收入达到了约$91,823（不含加班补助）。这也是自1994年以来，纽约市和巡警福利协会首次在没有仲裁人的情况下达成协议。
但即使比到期的旧协议有所改善，新协议中纽约市警察局的警官收入仍然低于其他临近的警局；在临近地区，新進警官的年薪約為50,000美元，而有資深警官则達100,000美元。
低薪金造成了大量警员的流失。

## 警衔
在纽约市警察局有三种分类方法，其中管理上按警衔分类，共有12种警衔。升任警佐（Sergeant）、副警監（Lieutenant）和警監（Captain）需要通过竞争激烈的公务员考试。晋升为副警督、警督、副总警监、助理总警监或是总警监则由警察局長决定。另外两种分类方法则是按调查任务分类和按专长分类。
| 警衔                                     | 标志 | 制服颜色 |
| ---------------------------------------- | ---- | -------- |
| 总警监（Chief of Department）            |      | 白       |
| 分局总警监（Bureau Chief）               |      | 白       |
| 助理总警监（Assistant Chief）            |      | 白       |
| 副总警监（Deputy Chief）                 |      | 白       |
| 警督（Inspector）                        |      | 白       |
| 副警督（Deputy Inspector）               |      | 白       |
| 警監（Captain）                          |      | 白       |
| 副警監（Lieutenant）                     |      | 白       |
| 警佐（Sergeant）                         |      | 深蓝     |
| 警探（Detective） 警员（Police Officer） |      | 深蓝     |

纽约市警察局由警察局長（Police Commissioner）领导，局長由市长任命，任期5年。局長任命数名副局長，局長和副局長都是宣誓就任的文職公务员，不属于执法行动部门，没有警服。但若局長由警隊中提拔而来，於局長任內仍可穿着原来的制服。这样可以保证他们保有自己的养老金，并且携带武器不需要再申请持枪证，同时也仍然保有警官的权力。
局長警衔：
| 警衔                                    | 标志 |
| --------------------------------------- | ---- |
| 警察局長（Police Commissioner）         |      |
| 第一副局長（First Deputy Commissioner） |      |
| 副局長（Deputy Commissioner）           |      |

## 组织及结构
以下是纽约市警察局的主要构成部门：
| 構成部門       | 部門主管           | 職務內容 | 附屬機構 |
| -------------- | ------------------ | --- | --- |
| 巡邏勤務局     | 巡邏勤務總警監     | 巡邏勤務局是紐約市警察局最大的構成部門，負責指揮管理該局轄下絕大多數制服警員的巡邏勤務。                                                             | 巡邏勤務局下分為八個勤務轄區，分別為曼哈頓北區、曼哈頓南區、布魯克林北區、布魯克林南區、皇后北區、皇后南區、布朗克斯區與史坦頓島區；其下又可細分為77個分局，其中曼哈頓區設有22個分局，布朗克斯區設有12個分局，布魯克林區設有23個分局，皇后區設有16個分局，史坦頓島設有4個分局。 |
| 特別行動局     | 特別行動總警監     | 特別行動局的功能在於加強紐約市警察局對於重大事件或刑案的組織調度與應變能力，主要負責局內專門技術人員的綜合調度。                                     | 特別行動局下轄緊急勤務隊、空勤隊、港務組與騎警隊。 |
| 運輸局         | 運輸總警監         | 運輸局負責維護紐約地鐵與其乘客的安全，其勤務範圍包含紐約市25條運行中的地鐵線路、472座車站與總長近250英里的鐵路軌道。                                 | 運輸局下設曼哈頓、布魯克林與布朗克斯暨皇后等三個轄區，其下可再分為12個運輸分局，每座分局均位於地鐵系統周邊。除此之外，運輸局下尚設有特警隊、反恐組、公務破壞查緝組、警犬組、專案組與地鐵詐欺組。                                                                                |
| 房屋局         | 房屋總警監         | 房屋局負責管理紐約市內房屋建築的安全。 | 房屋局下設九個勤務轄區，每個轄區均負責管理一定數量的房屋建築。 |
| 交通局         | 交通總警監         | 交通局負責維護紐約市內機動車輛駕駛人員、乘客、行人與單車騎乘者於平面道路與高速公路上的安全，同時負責執行交通管制。                                   | 交通局下設交通管理中心、高速公路轄區、交通行動轄區與交通管制轄區。 |
| 反恐局         | 反恐總警監         | 紐約市警察局反恐局是紐約市內最主要的反恐單位，負責打擊市內的國際與國內恐怖活動。                                                                     | 反恐局下轄重大應變指揮部、反恐科、恐怖主義威脅分析組、曼哈頓下城安全勤務組與世界貿易中心指揮部。 |
| 犯罪控制策略局 | 犯罪控制策略總警監 | 犯罪控制策略局負責分析並監控市內的犯罪趨勢，制定應對策略以減少犯罪活動，同時監督紐約市警局所有單位對於應對策略的確實執行。                           | 犯罪控制策略局下設警政數據組與犯罪分析組。 |
| 調查局         | 調查總警監         | 調查局負責犯罪的調查、偵訊與預防等事務，其職能經常與各分局警員的工作內容重疊。                                                                       | 調查局下轄轄區調查指揮部、特殊受害者科、鑑識調查科、特別調查科、犯罪集團科、逃犯查緝科、即時犯罪中心、地區檢察官組、重大竊盜科、槍枝暴力防治科與重大犯罪查緝科。 |
| 情報局         | 情報總警監         | 情報局負責蒐集紐約市內的犯罪情報，同時執行犯罪與恐怖活動情報干擾等任務。                                                                             | 紐約市警察局情報局依其功能可分為情報行動與分析組以及犯罪情報組等兩個部門。 |
| 政風督察局     | 紐約市警察局副局長 | 督察局負責調查紐約市警察局內部的貪腐與犯罪活動。 | 不適用 |
| 行政辦公室     | 紐約市警察局副局長 | 紐約市警察局副局長行政辦公室創設於2014年初，主要負責警局內的行政、宗教與跨部門聯絡等庶務。                                                           | 行政辦公室下轄雇員關係組、宗教組與葬儀組。 |
| 綜合警政辦公室 | 紐約市警察局副局長 | 紐約市警察局副局長綜合警政辦公室負責協調與其他城市警務機構、非營利組織、社區團體與宗教團體之間的公共安全活動。                                       | 不適用 |
| 社區事務局     | 社區事務總警監     | 社區事務局專職與社區領袖、民間團體、街區協會等團體的合作事務，同時負責宣傳並教導民眾相關的警務政策與執行措施等。                                     | 社區事務局下轄四個科，分別為社區聯絡科、犯罪預防科、青少年犯罪科與校園安全科。 |
| 資訊科技局     | 紐約市警察局副局長 | 資訊科技局研發新科技以協助警局加強政策執行的安全性、有效性與效率性。                                                                                 | 資訊科技局下設六個組，分別為行政組、財政事務組、策略科技組、資訊科技組、生命安全系統組與通訊組。 |
| 法務局         | 紐約市警察局副局長 | 紐約市警察局法務局負責為執法人員就局內法務相關問題提供協助。法務局同時與曼哈頓地區檢察官定有備忘錄，使其有權力選擇性地向紐約市刑事法院提起公訴案件。 | 法務局下設民事執行組、民事組、刑事組、立法事務組、文件組與警務訴訟組。 |
| 人事局         | 人事總警監         | 人事局負責警員的招募與甄選，同時負責管理紐約市警察局的人力資源調度。                                                                                 | 人事局下轄人員招募評估科、生涯發展科、雇員管理科、人事任命組與雇員服務組。 |
| 公共資訊處     | 紐約市警察局副局長 | 紐約市警察局副局長公共資訊處負責處理與地方、國家以及國際媒體機構的公眾事務。                                                                         | 不適用 |
| 風險管理處     | 風險管理助理總警監 | 風險管理處負責評量警員表現，並過濾出可能需進一步訓練或監督的警員。                                                                                   | 不適用 |
| 支援勤務局     | 紐約市警察局副局長 | 支援勤務局負責管理紐約市警察局內裝備、車輛與各式載具的妥適性，並監管證據儲存庫。                                                                     | 支援勤務局下轄載具事務科、財產庶務科、中央檔案科與印刷組。 |
| 訓練局         | 訓練總警監         | 訓練局負責為紐約市警察局新進人員、制服警員與民眾提供教育訓練課程。                                                                                   | 訓練局分設下列訓練組：新進人員訓練組、體能戰技組、戰術訓練組、槍械戰術組、值勤戰術訓練組、駕駛教育訓練組、電腦訓練組、民用訓練組、校園安全訓練組、教官發展組、犯罪調查課程組、領袖訓練組與民眾警校。                                                                            |

## 因公殉职
自1806年12月25日至今，纽约市警察局已有769名警官因公殉职。该数据包括了在纽约市警察局不断发展壮大中并入的部门所牺牲的警官。在2001年的911恐怖袭击中，纽约市警察局有23名警官牺牲，另有20名警官因在世贸大楼废墟处（Ground Zero）和弗莱斯科尔斯填埋场（Fresh Kills Landfill）长时间工作，吸入有毒物质致病而死。
| 死因         | 人数 | 死因       | 人数 |
| ------------ | ---- | ---------- | ---- |
| 911袭击相关  | 23   | 意外       | 10   |
| 飞机事故     | 7    | 动物相关   | 17   |
| 窒息         | 3    | 袭警       | 31   |
| 车辆事故     | 50   | 自行车事故 | 4    |
| 船只事故     | 5    | 炸弹       | 2    |
| 溺死         | 12   | 职业病     | 10   |
| 触电         | 5    | 爆炸       | 8    |
| 冻死         | 1    | 失足摔死   | 12   |
| 大火         | 14   | 中弹       | 321  |
| 意外枪伤     | 24   | 心脏病     | 44   |
| 摩托车事故   | 36   | 利器袭击   | 24   |
| 汽车撞击     | 7    | 火车撞击   | 5    |
| 交通工具撞击 | 37   | 建筑倒塌   | 3    |
| 恐怖袭击     | 24   | 驾车追击   | 12   |
| 车辆袭击     | 20   | 总数       | 769  |

## 市民投诉调查委员会
市民投诉调查委员会成立于1993年，由纽约市民组成，负责调查市民对警察失职行为的投诉。该委员会由时任纽约市长的大卫·N·狄更斯（David N. Dinkins）发起，每年处理上千起投诉。目前该委员会已发展成独立的市民团体，由13位委员会委员领导，下有142名调查员和大量雇员。

## 勋章
纽约市警察局对于有功的警员授予勋章。以下为纽约警局颁发的勋章（级别由高到低）：
荣誉勋章（Medal of Honor）
（绿底带小金星）为了奖励：
- 在紧急情况或个人生命危险情况下，忠于职守，表现出极度的勇气的个人。特别情况下也会授予在明知有危险的情况下依然表现英勇的个人，无论是否是尽本职工作情况。

战斗十字勋章（Police Combat Cross）
（绿底）为了奖励：
- 在行动中成功且富于智慧地表现出极度英雄主义精神的成员，不顾个人危险，与有武器的敌人展开搏斗。

勇气勋章（Medal for Valor）
（蓝底）为了奖励：
- 为尽职守，救人于危难，不顾个人危险的个人英勇行为。

杰出警官奖（Meritorious Police Duty，简称MPD）
荣誉奖（Honorable Mention）
（中间有一银星）为了奖励：
- 在危难或危及个人生命时刻，为尽职守表现出的极度英勇的行为。

优异奖（Exceptional Merit）
（中间有一绿星）为了奖励：
- 不顾生命危险的勇敢行为。

表彰或嘉奖-诚信（Commendation or Commendation - Integrity）
（中间有一铜星）为了奖励：
- 在岗位上的面对危险的勇敢个人，或
- 极度诚信，其他警察很难达到。

嘉奖-社区服务（Commendation - Community Service）
（中间有一蓝星）为了奖励：
- 在社区服务中的投入工作。
- 可以实现改善社区状况的主意。

杰出警官奖（MPD）
为了奖励：
- 特别忠诚与坚定。极具智慧与价值的警察服务，或
- 一段时间内十分诚信的表现。

优秀警官奖（Excellent Police Duty，简称EPD）
为了奖励： 
- 为有价值的成就提供帮助的行为，或
- 在管理或战术环节上提供增加效率的设备或方法。

同时警局还颁发紫心勋章（Police Purple Heart），以奖励在岗位上受伤或死去的警员。

## 警员构成
纽约警局警官中，52.3%为白人，而少数族裔警官比例正在上升。在少数族裔警官中，17.4%为非裔美国人，26.5%为拉丁裔，3.8%为亚裔美国人。 而该市的人口组成为27%的拉丁裔，26.6%的非裔美国人以及9.8%的亚裔美国人。1970年，正式警官中只有300名拉丁裔警官，而目前已有超过9000名。2005年警察学院的毕业生中，（非拉丁裔）白人比例首次少于半数，仅有45.2%。

## 附属机构
- 警察局附属有纽约市警察博物馆。
- 警局还运营警察学院夏令营，为青少年提供与警官的良性互动，并教育他们警察工作的挑战与职责。
- 警局还提供市民警察学院，在那里公众可以了解基本法律知识和警察局流程。
- 警局还设有执法探索职位（Law Enforcement Explorer Post），提供给对执法工作感兴趣的年轻人。

## 图片展示

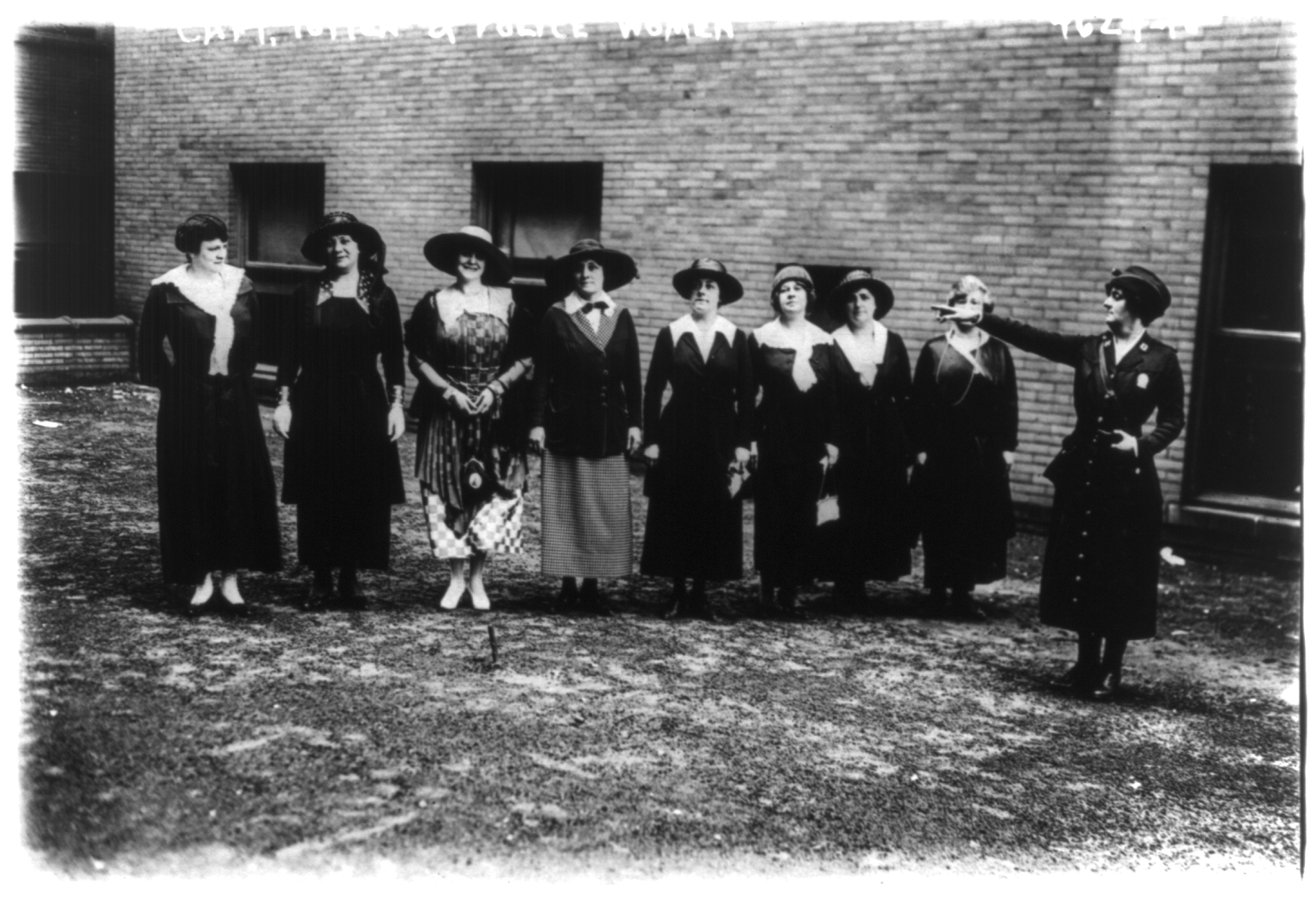
紐約警局的女警察。1948年6月25日
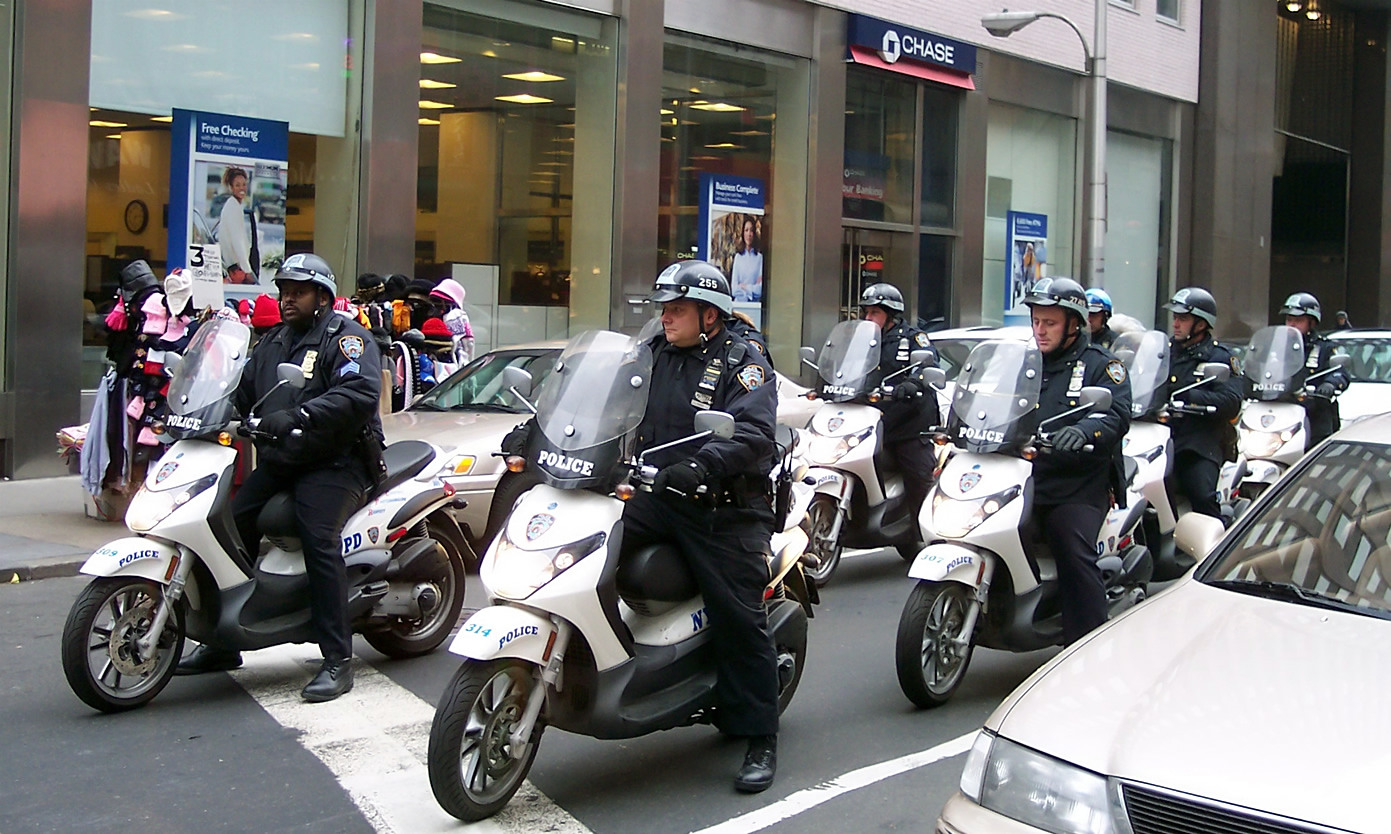
骑警用摩托车的纽约市警察局警官
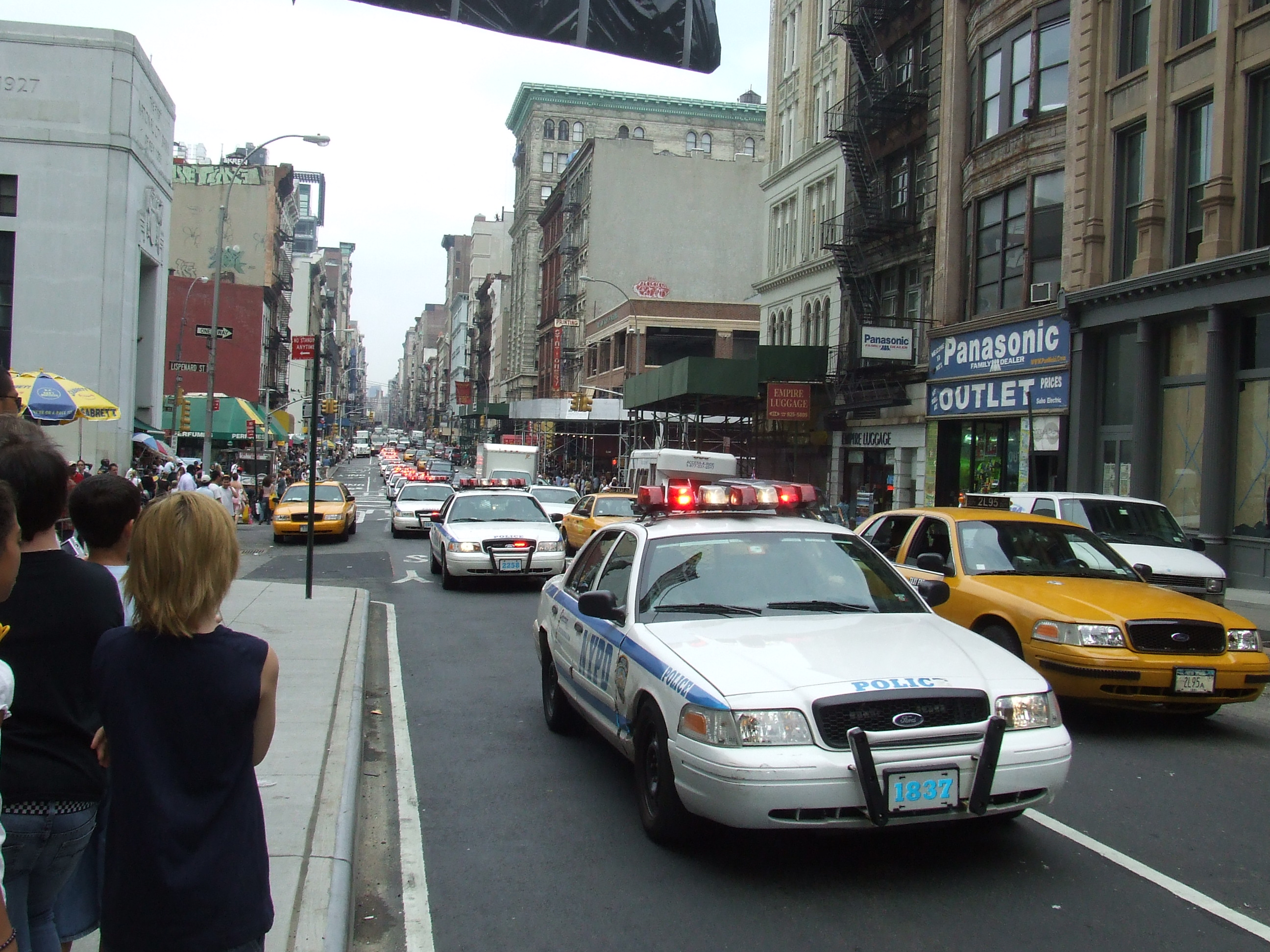
纽约市警察局巡逻车
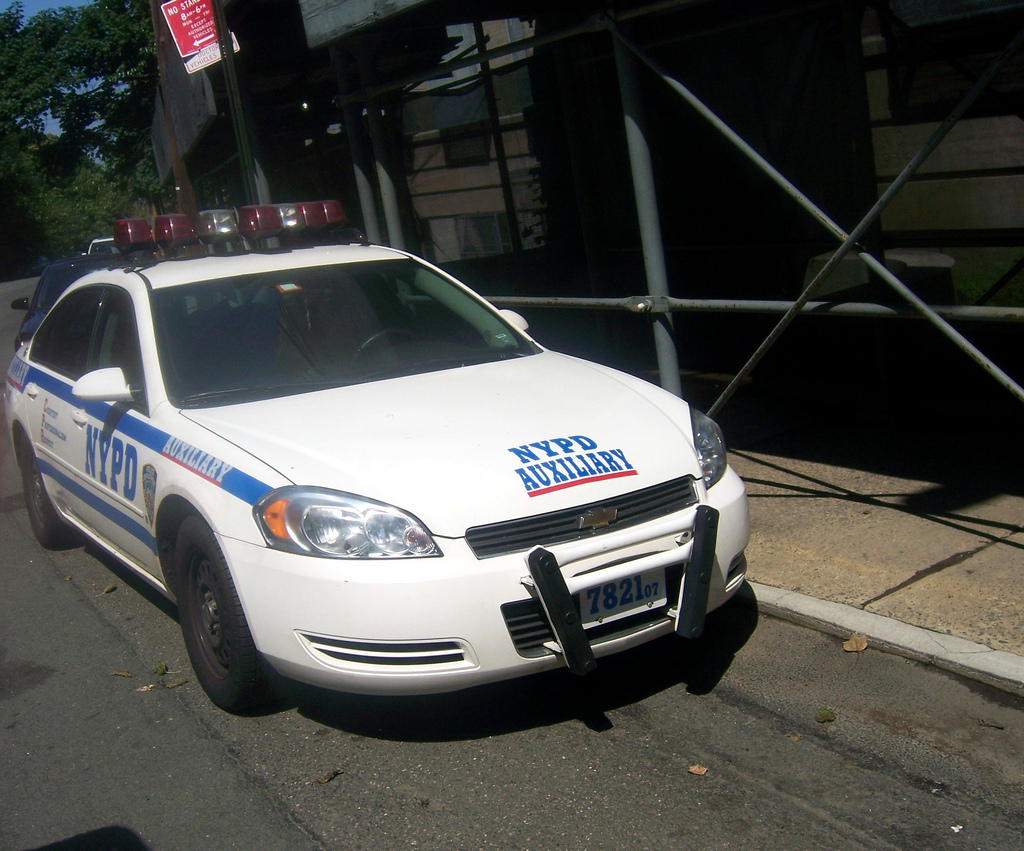
辅警人员的巡逻车
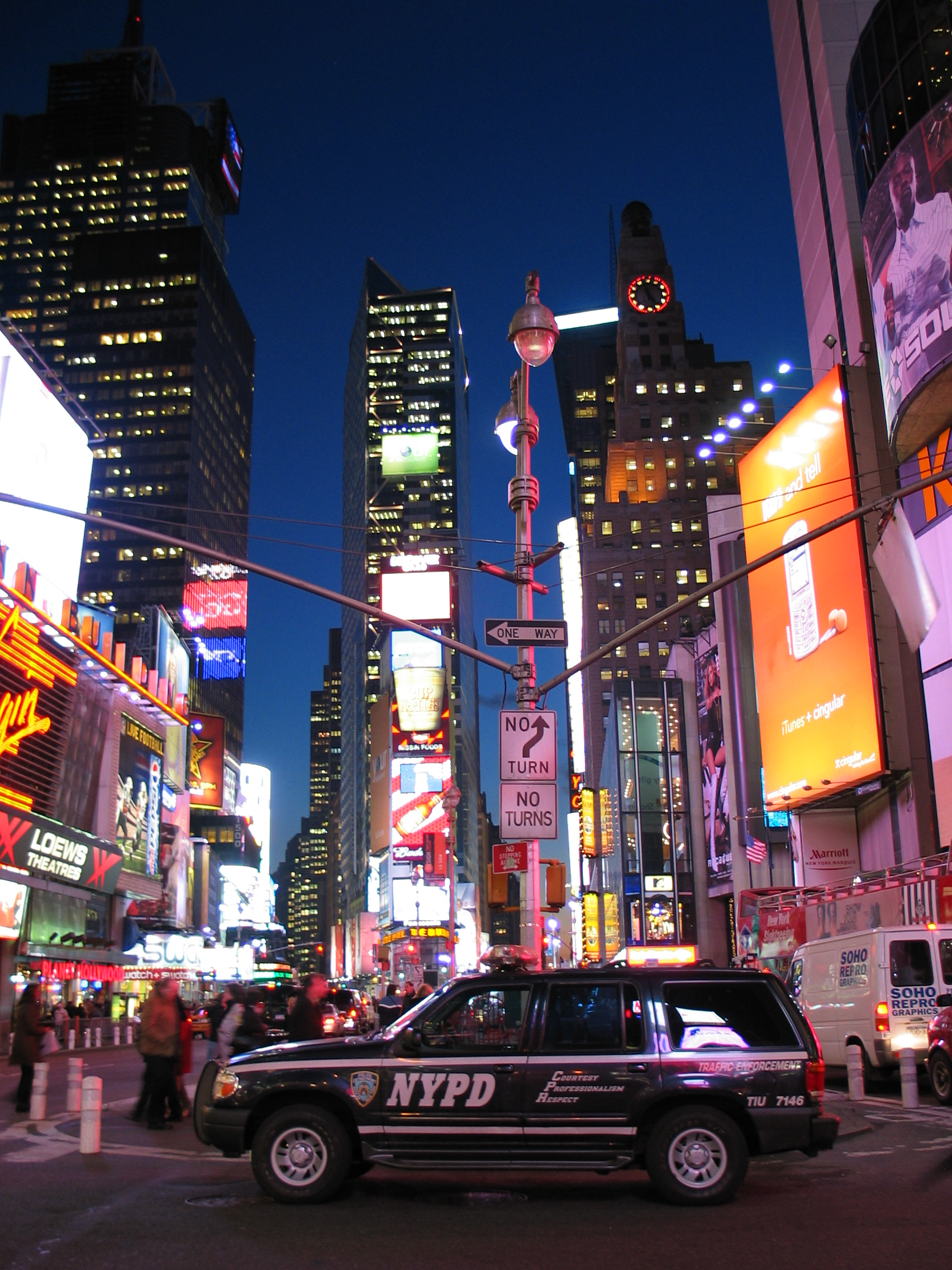
交通警察的巡逻车

## 流行文化
- 帝國浩劫：美國內戰[30]